# Gokishichidō

Podział na okręgi i prowincje.

| Kinai    | Tōkaidō  | Tōsandō  | Hokurikudō |
| San’indō | San’yōdō | Nankaidō | Saikaidō   |

Gokishichidō (jap. 五畿七道, dosł. pięć prowincji i siedem okręgów) – system podziału terytorialnego w Japonii wprowadzony pod koniec VII wieku, w okresie Asuka i obowiązujący do okresu Muromachi. Dzielił państwo na pięć prowincji w regionie Kinai i siedem okręgów (dō). Każda z prowincji dzieliła się na gun, z kolei każde gun dzieliło się na kilka gō i ri, stanowiące zarazem podstawowe jednostki podziału administracyjnego.

## Pięć prowincji
Pięć prowincji w Kinai obejmowało tereny wokół ówczesnej stolicy kraju Nary, a w późniejszym okresie Kioto.
- Yamato (obszar dzisiejszej prefektury Nara)
- Yamashiro (obszar południowej części prefektury Kioto i miasta Kioto)
- Kawachi (obszar południowo-wschodniej części prefektury Osaka)
- Settsu (obszar północnej części prefektury Osaka, miasta Osaka i części prefektury Hyōgo)
- Izumi (obszar południowej części prefektury Osaka)

## Siedem okręgów
Siedem okręgów (dō) obejmowało obszar całego państwa bez regionu Kinai.
- Tōkaidō
- Tōsandō
- Hokurikudō
- San’indō
- San’yōdō
- Nankaidō
- Saikaidō

Przez każdy okręg przebiegał szlak łączący stolicę kraju ze stolicą okręgu.